# Canton de Brioux-sur-Boutonne
Le canton de Brioux-sur-Boutonne est une ancienne division administrative française située dans le département des Deux-Sèvres et la région Poitou-Charentes.

## Géographie
Le canton de Brioux-sur-Boutonne était organisé autour de Brioux-sur-Boutonne dans l'arrondissement de Niort. Son altitude variait de 35 m (Le Vert) à 149 m (Ensigné et Paizay-le-Chapt) pour une altitude moyenne de 94 m.

## Histoire
Le canton de Brioux-sur-Boutonne, appelé « canton de Brioux » jusqu'en 1891, fait partie des cantons créés aux débuts de la Révolution française, d'abord rattaché au district de Melle jusqu'en 1795, date de suppression des districts, puis à l'arrondissement de Melle en 1801, enfin à l'arrondissement de Niort en 1926.
Il est supprimé par le redécoupage cantonal de 2014 qui prend effet lors des élections départementales de mars 2015. Ses communes sont alors toutes rattachées au canton de Mignon-et-Boutonne.

## Représentation

### Conseillers généraux de 1833 à 2015
| Période | Période              | Identité                             | Étiquette            | Qualité |
| ------- | -------------------- | ------------------------------------ | -------------------- | --- |
| 1833    | 1852                 | Louis Pierre Barbier (1792-1853)     |                      | Avocat, propriétaire Maire d'Asnières-en-Poitou                                                                             |
| 1852    | 1886                 | Eugène-Germain Delavault (1814-1892) | Droite (Monarchiste) | Professeur de mathématiques au collège de Niort, banquier, compositeur Propriétaire , adjoint au maire de Niort             |
| 1886    | 1910                 | Jean-Baptiste Guillaud               | Républicain          | Ancien instituteur, ancien professeur Conducteur principal des Ponts et Chaussées en retraite Maire de Vernoux-sur-Boutonne |
| 1910    | 1918 (décès)         | Théodore Girard                      | Républicain          | Avoué Ministre de la Justice (1910-1911) Sénateur (1895-1918), maire de Melle (1884-1918)                                   |
| 1918    | 1919                 | siège vacant                         |                      | |
| 1919    | 14 juin 1935 (décès) | Louis Martin (1871-1935)             | URD                  | Cultivateur, maire d'Ensigné                                                                                                |
| 1935    | 1940                 |                                      |                      | |
|         |                      |                                      |                      | |
| 1945    | 1958 (décès)         | Émile Joulain (1879-1958)            | Rad.                 | Cultivateur Maire des Fosses, ancien conseiller d'arrondissement                                                            |
| 1958    | 1994                 | Georges Treille                      | Rad. puis UDF-Rad.   | Pharmacien honoraire Sénateur (1977-1995) Maire de Brioux-sur-Boutonne Président du Conseil général (1970-1988)             |
| 1994    | 2008                 | Pierre Deborde (1935-2024)           | DVD                  | Premier adjoint au maire de Faymoreau                                                                                       |
| 2008    | 2015                 | Bernard Belaud                       | DVD                  | Agriculteur, Maire d'Ensigné Élu en 2015 dans le canton de Mignon-et-Boutonne                                               |

### Conseillers d'arrondissement (de 1833 à 1940)
Le canton de Brioux avait deux conseillers d'arrondissement.
Il appartenait à l'arrondissement de Melle jusqu'à sa disparition en 1926.
| Période                                  | Période | Identité                     | Étiquette         | Qualité |
| ---------------------------------------- | ------- | ---------------------------- | ----------------- | --- |
| 1833                                     | 1839    | M. Daigre                    |                   | Juge de paix à Brioux                                                                                       |
| 1833                                     | 1848    | Pierre Pipaud                |                   | Notaire à Paizay-le-Chapt                                                                                   |
|                                          |         |                              |                   | |
| 1895                                     | 1901    | Philippe Rillaud (1826-1902) | Républicain       | Médecin |
| 1901                                     | 1913    | Marius Fringuet              | Radical           | Médecin à Brioux                                                                                            |
| 1913                                     | 1919    | Pierre Martin                | Républicain       | Notaire, maire de Périgné                                                                                   |
| 1919                                     | 1925    | Jean-Baptiste Époulet        |                   | Notaire à Brioux                                                                                            |
| 1925                                     | 1937    | Marius Fringuet              | Républicain       | Médecin à Brioux-sur-Boutonne                                                                               |
| 1937                                     | 1940    | Émile Joulain                | Rad. antimarxiste | Cultivateur Maire des Fosses                                                                                |
| 1940                                     |         |                              |                   | Les conseils d'arrondissement ont été suspendus par la loi du 12 octobre 1940 et n'ont jamais été réactivés |
| Les données manquantes sont à compléter. |         |                              |                   | |

## Composition
Le canton de Brioux-sur-Boutonne groupait dix-neuf communes.
| Communes             | Population (2012) | Code postal | Code Insee |
| -------------------- | ----------------- | ----------- | ---------- |
| Asnières-en-Poitou   | 183               | 79170       | 79015      |
| Brieuil-sur-Chizé    | 109               | 79170       | 79055      |
| Brioux-sur-Boutonne  | 1 517             | 79170       | 79057      |
| Chérigné             | 152               | 79170       | 79085      |
| Chizé                | 891               | 79170       | 79090      |
| Ensigné              | 293               | 79170       | 79111      |
| Les Fosses           | 442               | 79360       | 79126      |
| Juillé               | 107               | 79170       | 79142      |
| Luché-sur-Brioux     | 138               | 79170       | 79158      |
| Lusseray             | 159               | 79170       | 79160      |
| Paizay-le-Chapt      | 265               | 79170       | 79198      |
| Périgné              | 1 009             | 79170       | 79204      |
| Secondigné-sur-Belle | 533               | 79170       | 79310      |
| Séligné              | 119               | 79170       | 79312      |
| Vernoux-sur-Boutonne | 211               | 79170       | 79343      |
| Le Vert              | 128               | 79170       | 79346      |
| Villefollet          | 199               | 79170       | 79348      |
| Villiers-en-Bois     | 133               | 79360       | 79350      |
| Villiers-sur-Chizé   | 164               | 79170       | 79352      |

## Démographie
| 1962  | 1968  | 1975  | 1982  | 1990  | 1999  | 2006  | 2011  | 2012  |
| ----- | ----- | ----- | ----- | ----- | ----- | ----- | ----- | ----- |
| 7 669 | 7 288 | 6 766 | 6 552 | 6 319 | 6 342 | 6 651 | 6 768 | 6 752 |

Entre 1999 et 2006, le canton a gagné 308 habitants, soit une progression de 0,7 %/an. Cependant, la situation est différente selon les communes. Un petit nombre contribue presque totalement à cette augmentation (Périgné, Chizé, Les Fosses, Secondigné, Brieuil-sur-Chizé et Brioux gagnent de 40 à 90 habitants, la palme revenant à Brieuil-sur-Chizé avec 10.6%/an de hausse) alors que d'autres régressent (Vernoux, Séligné, Villiers-sur-Chizé, Juillé, Chérigné perdent toutes plus de 1 %/an).